# Синтас (Казигуртський район)
Синта́с (каз. Сынтас) — село у складі Казигуртського району Туркестанської області Казахстану. Входить до складу Карабауського сільського округу.
У радянські часи село називалося Жанатурмис.
Населення — 2538 осіб (2021; 2324 у 2009, 2078 у 1999, 1623 у 1989).